# 阿歷山大·希比
亞歷山大·帕夫洛维奇·赫莱布（發音：[alʲaˈksandar ɣlʲeb]，1981年5月1日—），是一名白俄羅斯職業足球員，司職進攻中場、翼鋒。目前第五度效力白俄羅斯的巴迪。
希比因其傳送、敏捷和盤扭能力而著名。在國家隊方面，他曾自2001年起為白俄羅斯國家足球隊上陣，曾出賽超過70場。

## 童年
希比自小在明斯克長大，母親任職建築工人，而父親駕駛運油車。在切尔诺贝利核事故後，希比的父親「自願」到烏克蘭協助推倒無人居住的廢屋，希比深信由於當時父親受到辐射感染而影響健康。在接觸足球前，希比主攻游泳及體操。

## 球會
希比在明斯克戴拿模學校的三合土球場上鍛鍊球技，年僅17歲即簽約加盟贝特，一支位於明斯克北面的白俄羅斯超級聯賽球隊，翌年即贏取聯賽冠軍。
史特加
2000年5月，希比以約15萬歐元與弟弟維亞切斯拉夫一同加盟德甲的史特加。雖然首季只有6次在聯賽上陣的機會，但翌季已開始奠定其正選席位，更發展成為球隊的中場重心。2002/03年球季史特加獲得德甲聯賽亞軍，參賽翌年的歐聯，在分組賽中主場2-1擊敗曼聯，最後緊隨其後以第二名出線，但在16強淘汰賽中兩回合累計0-1不敵車路士而出局。在主教練馬加夫於2004年夏季轉投拜仁慕尼黑後，接著的球季史特加只獲得第5位，但希比在全季的助攻榜中位列首位。
阿仙奴
2005年6月28日希比以1,500萬歐元（按當的匯率約值1,030萬英鎊）加盟英超阿仙奴，簽約四年。在加盟的首季季初因代表白俄羅斯受傷而缺陣數月，直到12月才復出，協助阿仙奴殺入歐聯決賽。但青黃不接的阿仙奴連續兩季只獲得第四位。
2007-2008球賽開鑼後，隨著亨利離隊，雲加安排雲佩斯接替單箭頭，把希比放前一個位置，為攻擊中場，使他有更令人悅目的演出。但在艾迪巴約及伊度亞度·達施華傷瘉復出後，阿仙奴回復4-4-2的陣式，希比再次返回翼位。
巴塞隆拿
2008年7月16日希比到巴塞隆拿接受體測，同日稍後確定轉會，身價1,180萬英鎊，簽約四年。
重返史特加
2009年7月，巴塞隆拿官方網站曾宣佈希比會以現金加球員交換的方式外借到國際米蘭一個球季。然而，希比拒絕會方要求。最終，希比被外借到德甲的史特加。
伯明翰城
2010年8月31日希比再被外借返回英超，加盟伯明翰城，為期一個球季，期間受到傷患困擾，更明言伯明翰城的踢球風格不適合他，期間在各項賽事合共上陣24場及射入兩球，亦因傷錯過擊敗舊東主阿仙奴的2011年英格蘭聯賽盃決賽。
禾夫斯堡
2011年8月31日轉會窗關閉前希比又再被外借，今次重返德甲加盟禾夫斯堡直到球季結束，他與球隊主帥馬加夫曾在史特加有合作之緣。

## 私人生活
他的弟弟维亚切斯拉夫·赫莱布也是白俄羅斯国家队成员。

## 榮譽
效力贝特期間
- 白俄羅斯超級聯賽 冠軍：1998/99年

效力史特加期間
- 德國甲組聯賽 亞軍：2002/03年

效力阿仙奴期間
- 歐洲冠軍聯賽 亞軍：2006年
- 聯賽盃 亞軍：2007年

效力巴塞隆拿期間
- 歐洲冠軍聯賽 冠軍：2009年
- 西班牙甲組聯賽 冠軍：2009年
- 西班牙國王盃 冠軍：2009年

個人
- 白俄羅斯足球先生：2002年、2004年、2005年、2006年

## 外部連結
- 官方網站
- （英文） Owned by Hleb
- 阿仙奴官網：簡歷
- 英超聯官網：簡歷
- 運動英雄：簡歷 （页面存档备份，存于）